# Гафавян, Аршак
Арша́к Гафавя́н (Кери́) (з.-арм. Արշակ Գաւաֆեան  (Քեռի); 1858 год, Эрзурум, Османская империя — 1916 год, Равандуз, Османская империя) — деятель армянского национально-освободительного движения. Друг Епрем-хана Давтяна. Один из героев Сарыкамышской битвы.

## Биография
Аршак Гафавян родился в 1858 году в городе Эрзурум. Окончил армянское училище в Эрзуруме. Был членом организации «Паштпан айреняц» («Армянские защитники»). В 1889 году начал сотрудничать с Арутюном Тер-Мартиросяном, которого в народе прозвали Уно. В сентябре 1890 г. Аршак Гафавян и Епрем Давтян участвовали в неудачном походе, возглавленном Саркисом Кукуняном (1863—1913). Планировалось проникнуть в турецкие пределы из Российского Закавказья, но план был сорван. Часть гайдуков (включая Епрема) была арестована казачьим разъездом. В 1891 году Гафавян присоединился к Армянской революционной федерации Дашнакцутюн. В 1895 году, во время резни в Карине, Гафавян возглавлял вооруженную группу, охранявшую резиденцию армянского иерарха.
В составе конного партизанского отряда группы гайдуков Торгома (названного, по балканскому примеру, гайдуцким) Гафавян в 1903 году перебрался в Сасун, находясь в котором в 1904 году принял участие в Сасунской самообороне. Спустя некоторое время перебрался из Васпуракана в Восточную Армению, где во время армяно-татарских столкновений Кери был одним из организаторов самообороны армян Зангезура (в частности — в Ангехакоте). В последующие годы, под влиянием Епрема Давтяна, Гафавян принял участие в Иранской конституционной революции (1908—1912) и стал ближайшим помощником Епрем-хана.
6 мая 1912 году доблестный Епрем-хан погиб близ города Хамадана в ходе битвы с про-каджарским курдским отрядом у села Сурджие.

Выступивший из Хамадана по направлению к Керманшаху правительственный отряд под командой Ефрема начал в субботу утром в 50-ти верстах от Хамадана наступление против отряда Салар-уд-доуле, укрепившегося на позициях. В 9 часов бой разгорается, и курды Салар-доуле несут значительные потери. Ефрем, лично руководивший боем, ранен пулей в рот. Рана оказалась смертельной, и Ефрем скончался на поле битвы. К 7-ми часам вечера бой закончился поражением курдов. Они отступили. Потери Салар-доуле — 150 убитых и раненых и 200 пленных. Отряд Ефрема потерял 40 убитыми. Раненых много.
— Газета «Русское Слово», 21 (08) мая 1912 года

Сардар Ефрем-хан, армянин, уроженец Кавказа, герой персидской революции, храбрый вождь фидаёв, начальник всех персидских вооруженных сил, убит 5 мая в деревне Суридзе, близ Хамадана, в сражении с курдами отряда Салар-доуле.
— Журнал «Искры», № 19 1912 года

С неизменной горстью верных ему фидаёв, он одержал блестящую победу над армией принца Салара-уд-доулэ, но затем, если телеграмма говорит правду, его поразила шальная пуля. В лице погибшего героя Персия понесла несомненно громадную потерю. Как, и Саттар-хан, этот «персидский Гарибальди» — Ефрем был одним из интереснейших и крупнейших личностей, выдвинутых Персидской революцией.
— Газета «Утро России», 21 (08) мая 1912 года
Аршак Гафавян счёл своим долгом отомстить убийцам Епрема.
С началом Первой мировой войны (1914—1918) и объявлением в России амнистии для дашнакцаканов, Кери принял активное участие в формировании армянских добровольческих дружин в составе Русской армии. Вскоре Кери стал командиром 4-го Армянского добровольческого отряда и принял участие в Сарыкамышской операции (1915), победа в которой была во многом определена храбростью армянских солдат и военным гением Кери:
10 ноября 1915 г. в Сарыкамыше состоялся торжественный парад 4-го Армянского отряда. Приходской священник, благословляя дружинников, сказал, что они являются надеждой армян. В декабре 1915-го, когда турки развернули мощное наступление на Сарыкамыш, 4-я дружина получила приказ отходить к Иду, но так как этот город и прилегающие территории были уже заняты противником, им пришлось буквально пробиваться штыками сквозь неприятельские отряды.

Британская пресса преподносила Сарыкамыш как феноменальный русский успех. Но если бы не Кери и армянские солдаты, Сарыкамышское сражение было бы проиграно, и турецкая армия достигла бы Тифлиса.— Диана Абгар, "На кресте европейского империализма: Распятая Армения"
В 1916 году, по пути в Мосул у Равандуза, Кери со своим отрядом попал в окружение и, пытаясь выйти из него, погиб в бою. После гибели тело Кери было доставлено в Тифлис, где было захоронено на кладбище Ходживанка. Известны армянские народные песни о гайдуке Кери.